# Архимандрит Теофил (Ђуричић)
Теофил (световно Срето Ђуричић; Вуковар, 26. фебруар 1977) архимандрит је Српске православне цркве и старешина Манастира Дуге Њиве.

## Биографија
Архимандрит Теофил (Ђуричић) рођен је 26. фебруара 1977. године у Вуковару, од честитих родитеља. Основну школу завршио је у месту рођења. Приликом крштења је добио име Срето.
Завршио је Православну богословију Светог Арсенија у Сремским Карловцима 2003. године. Свој монашко пут започиње 2004. године у Манастиру Врањина на Скадарском језеру, где монашки стасава под руководством свог духовника архимандрита Мардарија Шишовића. Замонашен је 2008. године у Манастиру Клисини, од стране епископа бихаћко-петровачкога господина Хризостома Јевића, добивши монашко име Теофил.
Био је старешина Манастира Глоговца код Шипова, у периоду од 2010. до 2020. године. Одлуком епископа зворничко-тузланскога господина Фотија Сладојевића, 1. августа 2021. године отац Теофил изабран је за игумана Манастир Дуга Њива на Tребави.

## Спољашње
- архимандрит Теофил (Ђуричић)
- Манастир Дуга Њива